# George Cabot
George Cabot, född 3 december 1752 i Salem, Massachusetts, död 18 april 1823 i Boston, var en amerikansk federalistisk politiker.

## Ungdom
Cabot studerade i två år vid Harvard College innan han hoppade av studierna för att pröva sin lycka som sjöman. 21 år gammal hade han redan avancerat till sjökapten.

## Politisk karriär
Cabot var delegat till Massachusetts konstitutionskonvent 1777 och till konventet som 1787 ratificerade USA:s konstitution för Massachusetts del. Han var ledamot av USA:s senat 1791-1796. Han blev 1798 utnämnd till marinminister men han tackade nej till utnämningen.

## Hartfordkonventet
Cabot var ordförande för Hartfordkonventet 1814, kongressen där möjligheten för ett utträde ur USA för New Englands del diskuterades. Ett sådant beslut fattades dock inte, men själva tillställningen och dess konsekvenser ledde till att federalisterna tynade bort som en politisk kraft i USA. Också Cabots politiska karriär tog slut.

## Familjeliv
Cabots grav finns på Mount Auburn Cemetery i Cambridge, Massachusetts.